# Eurhinosaurus

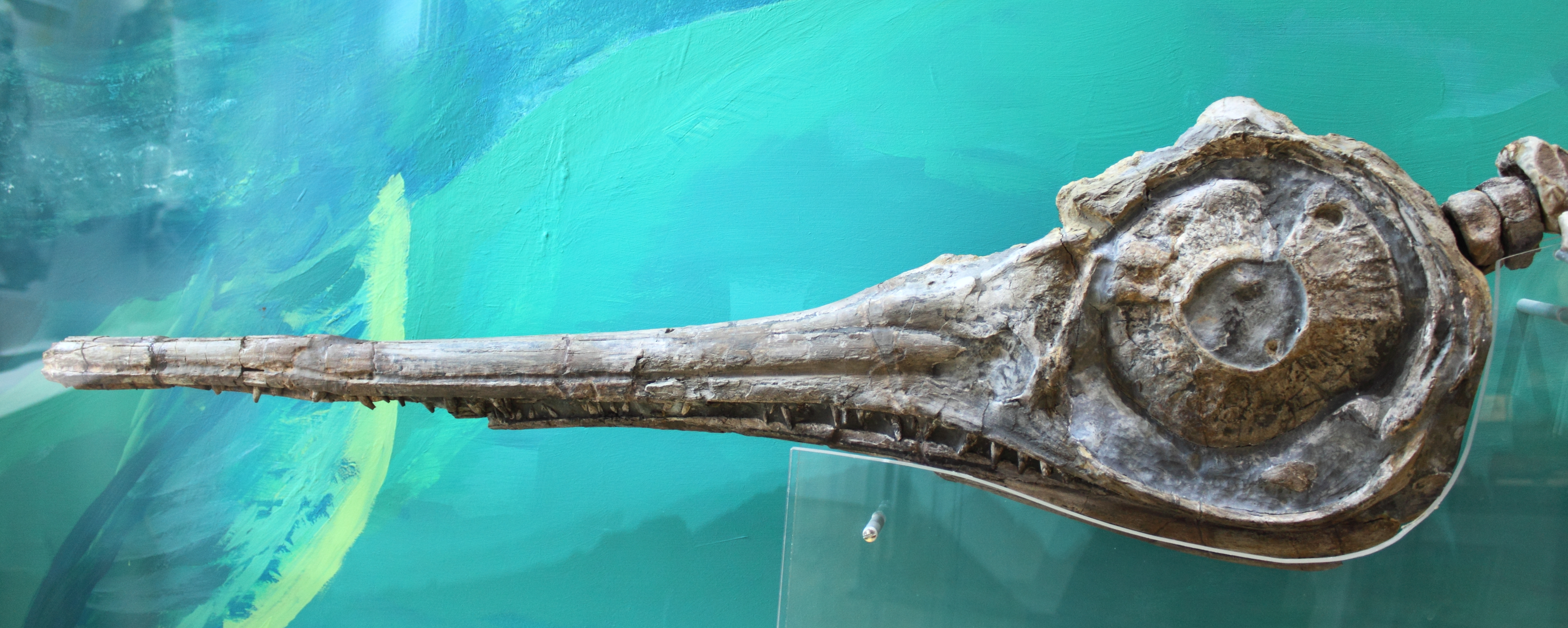
Eurhinosaurus longirostris aus Schandelah (Niedersachsen), im GeoPark-Informationszentrum in Königslutter

Eurhinosaurus (altgriechisch für „Gut-Nasen-Echse“ von εὖ eu, deutsch ‚gut‘, ῥίς rhis [Gen. ῥινός rhinos] ‚Nase‘ sowie σαῦρος sauros, deutsch ‚Echse‘) ist eine ausgestorbene mittelgroße Ichthyosauriergattung des Unterjuras (Toarcium) von Europa (England, Deutschland, Benelux, Frankreich, Österreich und Schweiz). Eurhinosaurus taucht zum ersten Mal im Unteren Toarcium auf und ist zum letzten Mal im Mittleren Toarcium nachweisbar, lebte also vor rund 180 Mio. Jahren. Seine Länge variiert stark und ist mit über 6 m angegeben, die meisten Exemplare besitzen allerdings eine Länge zwischen 3 und 5 Metern. In dieser Gattung ist nur die Art Eurhinosaurus longirostris bekannt. Eine zweite Art, Eurhinosaurus costini, wurde nur kurzfristig dieser Gattung zugeordnet und gilt heute als einzige Art der Gattung Excalibosaurus.

## Merkmale
Charakteristisch für die Gattung Eurhinosaurus ist vor allem der extreme Überbiss. Der Unterkiefer ist etwa 60 % kürzer als der Oberkiefer. Weiterhin sind die stark verlängerten und schmalen Vorderflossen ein leicht zu erkennendes Merkmal. Die ebenfalls schmalen Hinterflossen erreichen mehr als zwei Drittel der Vorderflossenlänge. Zu den Synapomorphien zählen weiterhin das Quadratojugale in posteriorer Position und glatte, spitze, schmale Zähne. Die Augenhöhle ist bemerkenswert groß und rund ausgebildet, und sie ist der Grund für die stark reduzierte Wangenregion. Die Supratemporalfenster (obere Schläfenfenster) sind extrem klein, der Supratemporalknochen ist sehr groß, von oben gesehen breit und reicht bis zum Rand der Augenhöhlen. Im unteren Schwanzflossenlobus war die Wirbelsäule weniger stark nach unten geknickt als in vielen anderen Ichthyosaurierarten. Wahrscheinlich betrug der Winkel nur circa 33–45°. Die Chevronknochen sind knorpelig.

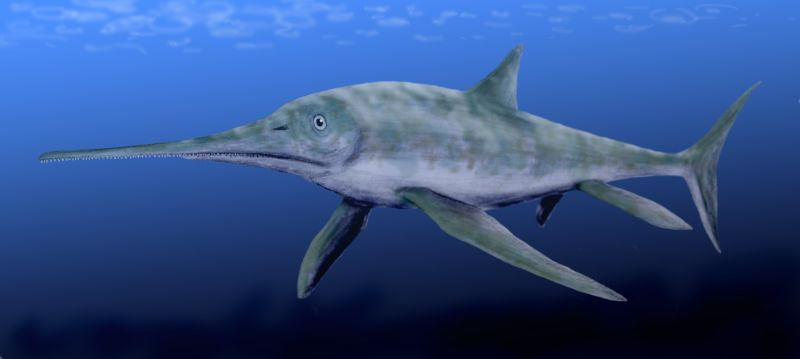
Lebendrekonstruktion des Eurhinosaurus. Deutlich zu erkennen ist der langgestreckte Oberkiefer

## Paläobiologie
Über die Lebensweise von Eurhinosaurus ist viel spekuliert worden. Schon Friedrich von Huene vertritt die Auffassung, die lange Schnauze sei zum Aufspießen von Beute benutzt worden. Die am Oberkiefer auftretenden verästelten Gänge würden hier Blutgänge darstellen, die die Heilung dieses sensiblen Körperteils beschleunigen würden. McGowan ist der Auffassung, Eurhinosaurus hätte seine Beute durch eine schnelle Auf- und Abbewegung mit seinen Zähnen verletzt und danach verspeist. Riess (1986) hingegen nimmt eher ein bodenbezogenes Fressverhalten an. Die Verästelungen im vorderen Bereich der Schnauze würden ein sensorisches Organ darstellen, mit dem Eurhinosaurus seine Beute im Sediment aufgespürt hätte.

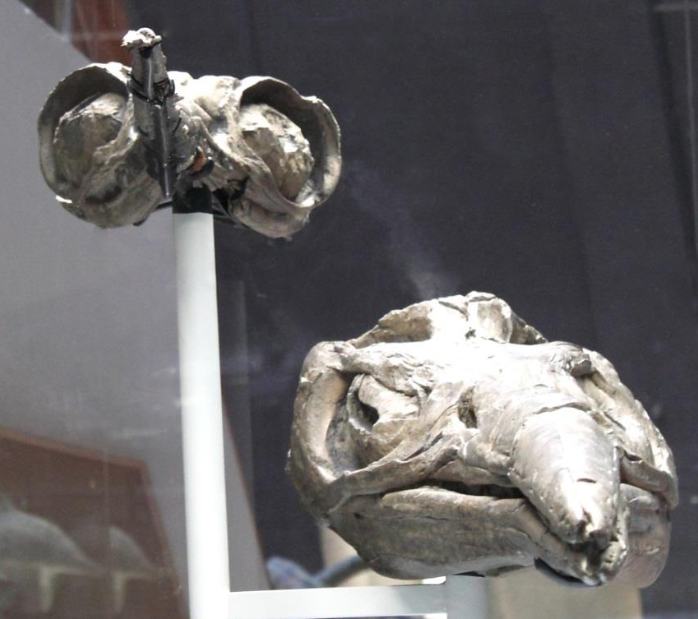
Schädel von Eurhinosaurus longirostris (oben) und Temnodontosaurus trigonodon (unten) im Staatlichen Museum für Naturkunde in Stuttgart in vorderer Ansicht

## Paläoökologie

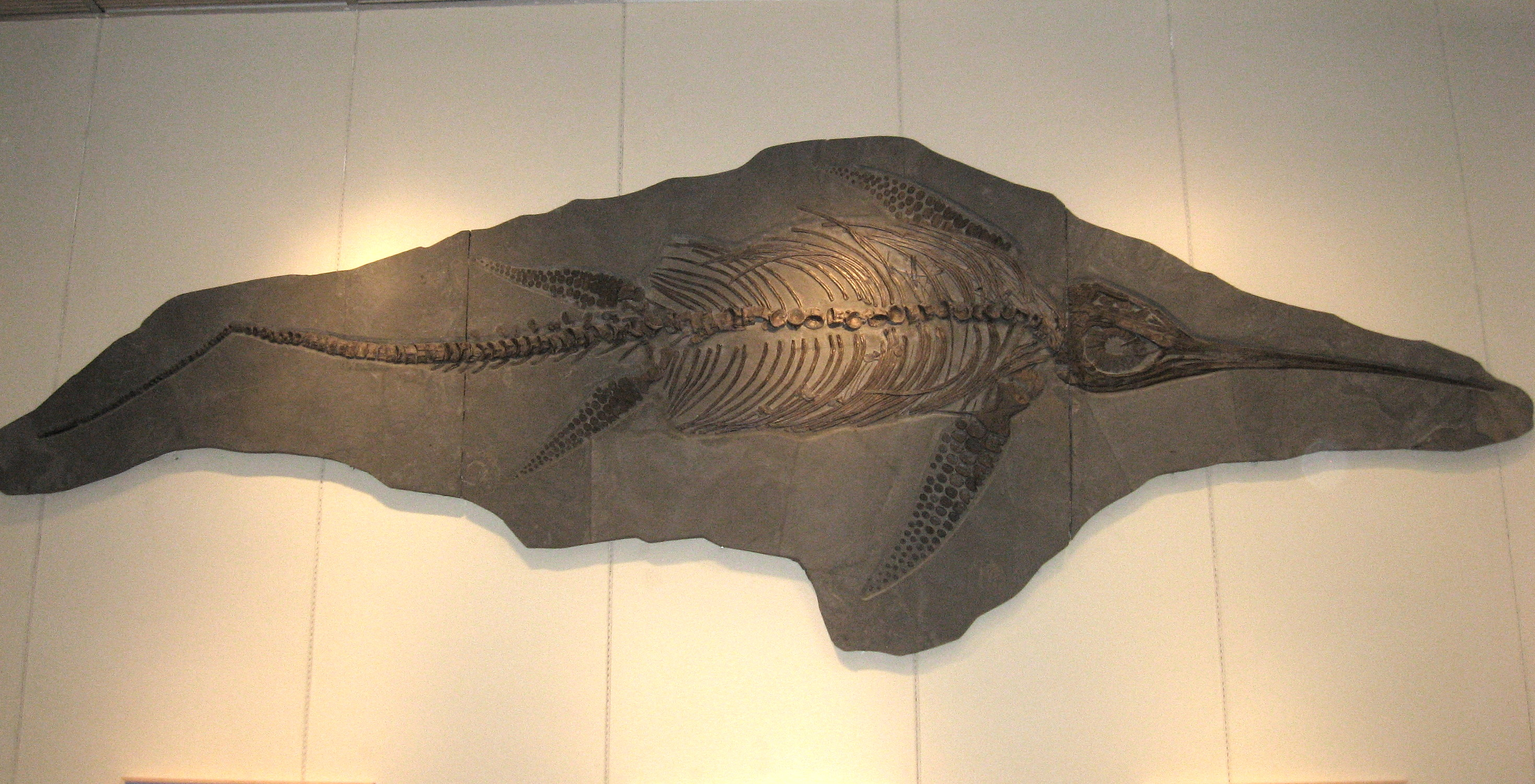
6,4 Meter langes Eurhinosaurus-Fossil aus Holzmaden, heute in dem Burke Museum of Natural History and Culture in den Vereinigten Staaten

Eurhinosaurus lebte in einem flachen Meer mit Tiefen bis zu 100 m. Es gab zu dieser Zeit in der Tethys eine reiche Fauna an Kopffüßern (z. B. Belemniten, Ammoniten etc.), Knochenfischen (z. B. Lepidotes, Dapedium), Haien (z. B. Hybodus, Palaeospinax etc.) und marinen Reptilien (z. B. Stenopterygius, Steneosaurus etc.).

## Systematik und Taxonomie

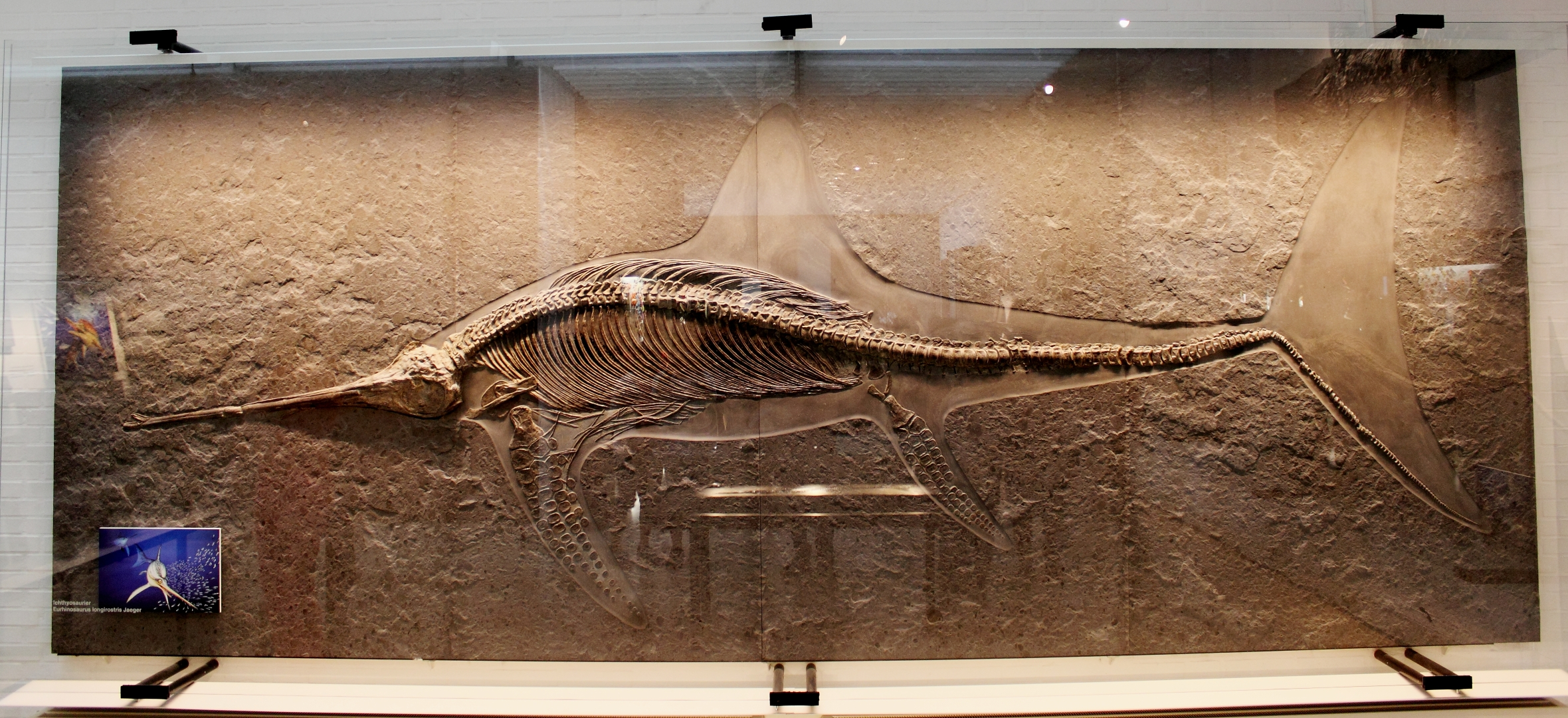
Eurhinosaurus longirostris aus dem Urwelt-Museum Hauff

Die Leptonectidae sind nah verwandt mit den Temnodontidae und den Suevoleviathanidae. Diese monophyletische Gruppe weist charakteristische Gemeinsamkeiten auf. So besitzen ihre Mitglieder longipinnate Flossen mit 3–4 primären Fingern. Die Ober- und Unterkiefer sind stark verlängert und schmal. Die Augenhöhle ist extrem groß und die Wangenregion reduziert. Die Temporalfenster sind klein, die Zähne sind klein, spitz, schmal und haben eine glatte Oberfläche. Das folgende Kladogramm stellt die Beziehungen innerhalb der Leptonectidae und ihrer Schwestergruppen dar.
|  | Leptonectes                                                      |
|  |                                                                  |
|  | \| \| Excalibosaurus \| \| \| \| \| \| Eurhinosaurus \| \| \| \| |
|  |                                                                  |
|  | Excalibosaurus                                                   |
|  |                                                                  |
|  | Eurhinosaurus                                                    |
|  |                                                                  |

|  | Excalibosaurus |
|  |                |
|  | Eurhinosaurus  |
|  |                |

|  | Leptonectes                                                      |
|  |                                                                  |
|  | \| \| Excalibosaurus \| \| \| \| \| \| Eurhinosaurus \| \| \| \| |
|  |                                                                  |
|  | Excalibosaurus                                                   |
|  |                                                                  |
|  | Eurhinosaurus                                                    |
|  |                                                                  |

|  | Excalibosaurus |
|  |                |
|  | Eurhinosaurus  |
|  |                |

|  | Suevoleviathan |
|  |                |
|  | Thunnosauria   |
|  |                |

|  | Leptonectes                                                      |
|  |                                                                  |
|  | \| \| Excalibosaurus \| \| \| \| \| \| Eurhinosaurus \| \| \| \| |
|  |                                                                  |
|  | Excalibosaurus                                                   |
|  |                                                                  |
|  | Eurhinosaurus                                                    |
|  |                                                                  |

|  | Excalibosaurus |
|  |                |
|  | Eurhinosaurus  |
|  |                |

|  | Leptonectes                                                      |
|  |                                                                  |
|  | \| \| Excalibosaurus \| \| \| \| \| \| Eurhinosaurus \| \| \| \| |
|  |                                                                  |
|  | Excalibosaurus                                                   |
|  |                                                                  |
|  | Eurhinosaurus                                                    |
|  |                                                                  |

|  | Excalibosaurus |
|  |                |
|  | Eurhinosaurus  |
|  |                |

|  | Suevoleviathan |
|  |                |
|  | Thunnosauria   |
|  |                |

|  | Leptonectes                                                      |
|  |                                                                  |
|  | \| \| Excalibosaurus \| \| \| \| \| \| Eurhinosaurus \| \| \| \| |
|  |                                                                  |
|  | Excalibosaurus                                                   |
|  |                                                                  |
|  | Eurhinosaurus                                                    |
|  |                                                                  |

|  | Excalibosaurus |
|  |                |
|  | Eurhinosaurus  |
|  |                |

|  | Leptonectes                                                      |
|  |                                                                  |
|  | \| \| Excalibosaurus \| \| \| \| \| \| Eurhinosaurus \| \| \| \| |
|  |                                                                  |
|  | Excalibosaurus                                                   |
|  |                                                                  |
|  | Eurhinosaurus                                                    |
|  |                                                                  |

|  | Excalibosaurus |
|  |                |
|  | Eurhinosaurus  |
|  |                |

|  | Suevoleviathan |
|  |                |
|  | Thunnosauria   |
|  |                |

|  | Leptonectes                                                      |
|  |                                                                  |
|  | \| \| Excalibosaurus \| \| \| \| \| \| Eurhinosaurus \| \| \| \| |
|  |                                                                  |
|  | Excalibosaurus                                                   |
|  |                                                                  |
|  | Eurhinosaurus                                                    |
|  |                                                                  |

|  | Excalibosaurus |
|  |                |
|  | Eurhinosaurus  |
|  |                |

|  | Leptonectes                                                      |
|  |                                                                  |
|  | \| \| Excalibosaurus \| \| \| \| \| \| Eurhinosaurus \| \| \| \| |
|  |                                                                  |
|  | Excalibosaurus                                                   |
|  |                                                                  |
|  | Eurhinosaurus                                                    |
|  |                                                                  |

|  | Excalibosaurus |
|  |                |
|  | Eurhinosaurus  |
|  |                |

|  | Suevoleviathan |
|  |                |
|  | Thunnosauria   |
|  |                |

## Geographische Verbreitung
Eurhinosaurus ist eine der wenigen supraregional verbreiteten marinen Reptilien des Toarciums. Entgegen früheren Meinungen scheint Eurhinosaurus keine seltene Art seiner Zeit zu sein. Maisch (1998) gibt an, Eurhinosaurus würde, zum Teil, ein Drittel aller Ichthyosaurierfunde in bestimmten Regionen (Schömberg oder Dotternhausen) darstellen. Die Großzahl der Exemplare stammt aus dem Posidonienschiefer Südwest-Deutschlands (Holzmaden, Dotternhausen und aus dem niedersächsischen Becken in Schandelah). Eurhinosaurus wurde außerdem in Großbritannien (Whitby, Yorkshire), Luxemburg (Esch-sur-Alzette), Frankreich (Digne-les-Bains, Département Alpes-de-Haute-Provence), Schweiz (Staffelegg, Aargau) und Österreich (Salzkammergut) gefunden.

## Stratigraphie und zeitlicher Horizont
Die stratigraphische Reichweite von Eurhinosaurus longirostris ist relativ gering. Die Art tritt erstmals in der semicelatum-Zone im Unteren Toarcium auf in Bisingen, Baden-Württemberg. Die jüngsten Fossilien dieser Art entstammen der bifrons/variabilis-Grenzzone aus Staffelegg in der Schweiz.

## Auswahl an Museen mit Exemplaren

### Deutschland
- Museum für Naturkunde, Berlin
- Museum am Löwentor in Stuttgart (Staatlichen Museums für Naturkunde Stuttgart)
- Paläontologische Sammlung der Universität Tübingen
- Urwelt-Museum Hauff
- Urweltsteinbruch Fischer Holzmaden
- Werkforum und Fossilienmuseum – Holcim Süddeutschland, Dotternhausen
- Paläontologisches Museum München
- Senckenberg Museum, Frankfurt am Main
- Geopark-Informationszentrum, Königslutter am Elm

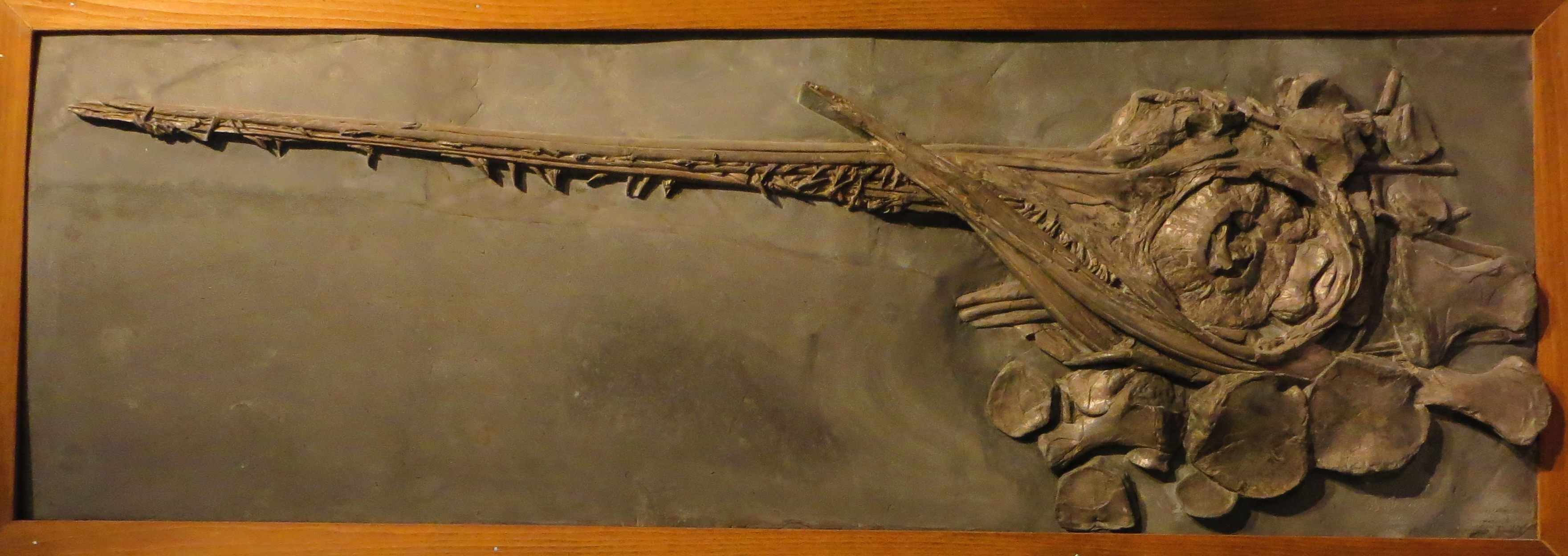
Schädel von Eurhinosaurus longirostris im Paläontologischen Institut der Universität Tübingen

### Österreich
- Haus der Natur Salzburg

### Frankreich
- Muséum national d’histoire naturelle, Paris
- Musée du Château des ducs de Wurtemberg

### Großbritannien
- Natural History Museum in London

### Schweiz
- Paläontologisches Museum Zürich

### Kanada
- Royal Ontario Museum, Toronto

### Vereinigte Staaten
- Burke Museum, Seattle